# 七海慎吾
七海慎吾（11月19日—），日本男性漫畫家、插畫家。他的作品主要在史克威爾艾尼克斯（從史克威爾併入）發表，代表作有《KAMUI》、《戰國Strays》。

## 作品一覽

### 連載
全由史克威爾（後合併改名）→史克威爾艾尼克斯發行。
- 天然優良兒童（1999年，史克威爾《月刊Stencil》，全1冊）
- KAMUI（日语：KAMUI）（2001年－2005年，《月刊Stencil》→史克威爾艾尼克斯《月刊GANGAN WING》／第6冊之後，全11冊）
- 戰國Strays（2007年－2014年，《月刊GANGAN WING》→《月刊GANGAN JOKER》，全15冊）青文出版社
- J男子☆朝比奈（2016年－2017年，《月刊GANGAN JOKER》，全3冊）

## 外部連結
- Sn1 （日語）－七海慎吾的官方個人部落格。